# 全裸監督
『全裸監督』（ぜんらかんとく）は、山田孝之主演で2019年と2021年にNetflixで制作・配信されたドラマ。原作は本橋信宏によるノンフィクション『全裸監督 村西とおる伝』である。
アダルトビデオの黎明期である1980年代、度重なる浮沈を経ながら拡大路線を突き進んだ「アダルトビデオの帝王」こと村西とおる監督の型破りな半生を描く評伝で、第39回講談社ノンフィクション賞最終候補となった。
ドラマでは、狂乱のバブル経済に沸く1980年代を駆け抜けた村西とおるの半生を描く。村西はうだつの上がらないサラリーマンだったが、あることをきっかけにAV業界へと流れ、やがて革命的成功を収めていく。だが、監督自身の破天荒な言動によるトラブルや、警察による取り締まり、ライバル企業の妨害活動、社員の横領、さらには裏社会のヤクザまでが入り乱れ、成功者となった村西の転落していく様が描かれていく。

## 原作
前科8犯、借金50億円、米国司法当局から懲役370年を求刑された……という波乱万丈な人生を歩み、AVの帝王と名を馳せた「村西とおる」の半生を、彼の近くにいた本橋信宏が描く評伝である。書下ろしであるものの、本橋自身が過去に執筆した村西の評伝やAV業界のルポルタージュなどをベースに、村西へ過去30年間に行ったインタビュー取材を加えて執筆された。単行本編集は穂原俊二（太田出版）。
プロローグ、エピローグを除くと第1章から第19章で構成され、すべてが数字のタイトルとなっている（例：第1章:4人、第2章:1万7000円など）。
- 本橋信宏『全裸監督 村西とおる伝』太田出版、2016年10月17日。ISBN 978-4-7783-1537-5。
- 本橋信宏『全裸監督 ―村西とおる伝―』新潮社〈新潮文庫〉、2021年4月26日。ISBN 978-4-10-101982-6。

## 配信ドラマ
『全裸監督』（ぜんらかんとく、英題：The Naked Director）と題してNetflixにより製作され、シーズン1が2019年8月8日より配信、2021年6月24日よりシーズン2の配信が開始された。両シーズンともに全8話から構成され、総監督は武正晴、主演は山田孝之。
シーズン1は声優による吹き替えが12言語、各国語字幕版が28言語で用意され、190か国以上で配信された。
本橋信宏『全裸監督 村西とおる伝』（太田出版）に登場するさまざまなエピソードを軸に、村西の半生を虚実交えながら描いている。
シーズン1開始時の制作期間は2年半。1本あたりの制作予算は1億円超ともいわれ、平均1000〜2000万円で作られるとされる日本のドラマではきわめて異例の高額な製作費が投じられた。
そうした手厚い体制と潤沢な予算に支えられて、ドラマの舞台となる新宿・歌舞伎町が巨大セットで再現され、またハリウッドで大作を手がける制作スタッフらとも緊密に連携して制作が進められた。
2019年公開のシーズン1では、バブル景気にわいた1980年代の日本を舞台に、村西とおるがまずポルノ雑誌販売、そしてアダルトビデオ業界に巨大な変化をもたらすまでの半生を描く。
2021年公開のシーズン2では、バブル景気の終焉と村西の拡大路線の破綻によって、自らの築き上げたAV帝国をすべて失ってしまう村西の転落が描かれる。

### 脚本
脚本は日本でなじみの薄いチームライティングを採用し、原作をもとに撮るべき各シーンをピックアップ。4人の話し合いによって決まったプロットを、シーンが一番見えている部分を脚本家に割り当てる、登場人物によって担当の脚本家を変えるなど独自の分担手法を行った。分担することで個性やとげがなくなる危険性もあったが、3話のAV撮影シーンを内田が執筆したことで、キャラクターやドラマの全体像が見え、脚本チームのコンセンサスが取れたという。
具体的には山田（能）が伏線回収、仁志がバランス調整、山田（佳）が女性的な目線と隙間の視点を担当した。世界配信を意識した物語・アンダードッグな視点というNetflix側からの依頼を生かすため、原作を活かしつつも登場人物や時間軸などを大幅に変更したという。
総監督である武正晴はシナリオや構想がある程度進んでからの参加となった。武は元アダルトビデオ店員でリアルタイムで黒木香のいた時代を体感しており、また黒木が出ていた『朝まで生テレビ!』に観客として訪れたことがあるなど、スタッフの中で数少ない黒木香を直接見た人物で、黒木の印象は演出に反映されているという。
2019年8月16日にシーズン2の制作が発表。2021年6月24日に配信が開始された。ドラマはシーズン2で完結となった。

## あらすじ（配信ドラマ シーズン1）

### シーズン1 第1話
「裏の世界」（The Hidden Side）
1980年の北海道・札幌。村西とおる（山田孝之）は英会話教材を販売する会社のセールスマンだった。仕事にはまったく身が入らず、場末の喫茶店で時間をつぶす毎日。業を煮やした上司から、トップの営業成績をもつ先輩セールスマン（板尾創路）の訪問販売への同行を命じられる。村西は渋々同行するが、訪問先の一つで初めてのセールスに成功し、セールストークの才能が一気に開花する。成功体験を得た村西は、またたく間にトップの営業成績をあげるようになった。
しかし、まもなく先輩セールスマンが会社の金を持ち逃げしたため会社は倒産、突然リストラの憂き目にあう。呆然とした村西が日中に帰宅すると、妻（階戸瑠李）は見知らぬ男と激しく抱き合っていた。憤る村西に妻は「あなたとのセックスでは、一度も満足したことがない」と吐き捨て、子供を連れて出て行ってしまう。
仕事と家庭を一気に失い、酒をあおるようになった村西。場末のパブでチンピラの男・荒井トシ（満島真之介）の窮状を救ったことがきっかけで、トシの手がけていた「ラブホテル盗聴テープの裏販売」に誘われる。さらに営業先の店で、当時「ビニ本」と呼ばれていたポルノ雑誌に出会ったことで「エロはカネになる」ことを確信、風俗ビジネスに身を投じる覚悟を固める。

### シーズン1 第2話
「無修正」（Uncensored）
村西は消費者金融から借り入れた資金で札幌の小さな本屋を買い取り、本格的にポルノ雑誌の販売を開始する。雑誌の買いつけと売り込みに村西は抜群のセンスを発揮して店は大成功を収め、店舗は北海道全域へ急拡大してゆく。
ポルノ雑誌販売大手の「ポセイドン企画」社長・池沢栄吾（石橋凌）は、この成功をおそれ、村西に店舗の買い取りを申し出る。しかし村西は自らのセンスに逆に自信を深め、申し出をしりぞけたうえで独自のポルノ雑誌製作に乗り出す。
違法すれすれの雑誌製作を引き受ける出版社探しは難航するが、ある出版プロダクションのヌード撮影現場に出向いた際、プロダクション社長の川田研二（玉山鉄二）に出会う。川田からあなたならどう撮るかと尋ねられた村西は、沈滞した撮影現場を過激なトークで一変させてみせ、感動した川田が雑誌製作に加わることになる。
小さな印刷会社を買い取って製作したポルノ雑誌『すずらん』を自らの書店ネットワークで裏販売すると、たちまち大評判となる。地元の北海道警を贈賄で懐柔し取り締まりを逃れつづけるが、警視庁から札幌へ乗り込んできた刑事・武井道郎（リリー・フランキー）の指揮で自宅を急襲され、からくも逃れる。
このころ、のちに村西と運命的な出会いを果たす佐原恵美（森田望智）は、東京で極端に潔癖な母親ひとりに育てられながら、しだいに強まってくる性衝動と厳格な家庭とのギャップに苦しみはじめていた。

### シーズン1 第3話
「ひっくり返すんだよ」（Shake Things Up）
捜査の手を逃れて東京に潜伏していた村西。東京へ訪ねてきたトシと書店の幹部（池内万作）に懇請され、札幌へ戻ることにする。しかし書店幹部は刑事・武井とつながっており、村西は札幌でついに逮捕されてしまう。
村西が拘置所にいる間に、世の中は大きく変わり始める。ビデオデッキが普及するようになり、ポルノ雑誌大手「ポセイドン企画」も最初の「アダルトビデオ」製作に乗り出していた。
出所してきた村西は時代の急速な変化に衝撃を受け、ビデオ制作を考えるようになった。そして札幌の小料理屋を営む未亡人（大谷麻衣）と一夜をともにしたとき、彼女が死んだ夫とやっていたという体位から新しいアダルトビデオの着想を得る。
そして村西はトシ・川田とともに東京・新宿の歌舞伎町に製作事務所「サファイア映像」を立ち上げ、撮影へむけて動き出す。事務所の世話をしたのは、かつて札幌で村西たちの雑誌輸送を手伝っていたヤクザの男・古谷伊織（國村隼）だった。古谷も東京へ移ってきており、しだいに勢力を伸ばし始めていた。
村西はプロの映画監督や女優を確保して最初のアダルトビデオ撮影にとりかかるが、トラブルからほとんどのスタッフが引き上げてしまう。あとに残ったメイク担当の小瀬田順子（伊藤沙莉）と、トシが連れてきた撮影スタッフの三田村康介（柄本時生）・後藤（後藤剛範）だけでAV女優の奈緒子（冨手麻妙）とともに撮影を強行する。
一方、村西を逮捕した刑事・武井は、村西を遠ざけようと考えた「ポセイドン企画」社長の池沢から賄賂を受け取っていたことが明らかになる。

### シーズン1 第4話
「本物」（The Real Thing）
レンタルビデオ屋が全国に普及し、店頭に大量のアダルトビデオが並ぶようになっていた。村西たちが製作したデビュー作はポセイドン企画のつくる作品に圧倒され、全く注目されなかった。
村西はポセイドン企画のビデオに出演していた南みく（川上奈々美）を口説き落とし、自分の第2作に出演させる。ここで村西は過激な表現をもとめて俳優同士に本番行為を要求する。男優は拒否し帰ってしまうが、南みくは迷ったすえに受け入れ、スタッフの後藤を相手に撮影が行われる。
この第2作は好評となり、村西たちが提携するレンタルビデオ店の店長・和田篤（ピエール瀧）からも絶賛される。しかし自社俳優がライバル会社の作品に出演したことに激怒したポセイドン企画社長・池沢は、刑事の武井に手をまわして南みくを逮捕させ、さらに俳優エージェントに圧力をかけて村西の作品にはいっさい俳優が出演しなくなる事態となった。

### シーズン1 第5話
「開花」（Blossoming）
村西のプロダクション「サファイア映像」が窮状に陥るなか、ポセイドン企画の池沢はビデオ制作業者を集めて規制団体を立ち上げ、業界への支配を強めようとしていた。
一方、強まる性への関心に翻弄されるようになっていた佐原恵美は、自分が家庭のある男と母親（小雪）の不倫で生まれたことを初めて知る。厳格な母親への反発からアダルトビデオ出演を決意し、村西たちの事務所を訪ねる。
佐原の存在感に圧倒された村西はみずから男優となって作品を撮ることを決め、その場で佐原を「黒木香」と命名する。事務所の隅に設置されたベッドで「黒木香」と村西の鬼気迫るセックスシーンが撮影され、新たな作品が作られる。
娘の出演したビデオが流通していると知った佐原の母親は激怒し、池沢らが発足させた規制委員会に訴え出る。委員会の圧力で村西のビデオは全国のレンタルビデオ店から閉め出され、村西の「サファイア映像」は再び窮地に陥った。
事務所の社長となっていた川田は業務中断を進言するが、村西は逆にさらに注目を集めて事態を打開しようと、新たな作品を構想し始める。

### シーズン1 第6話
「誇大妄想」（Delusions of Grandeur）
村西のアイデアは、かつてアメリカのポルノ雑誌で人気を集めていたヌードモデル（ジェイド・オルバニー Jade Albany）を女優に登用し、ハワイでアダルトビデオを撮影するというものだった。川田がかき集めた資金で村西と撮影スタッフはハワイへ乗り込む。
東京に残ったトシは、ポセイドン企画・池沢の妨害が続くかぎり状況は変わらないと考え、ヤクザの男・古谷に相談を持ちかける。古谷は池沢が表で売る商品のモザイクを消した裏ビデオ製造を請け負って、巨利を得ていた。
一方の池沢は、黒木香を引き抜こうと接触を始める。
ハワイに着いた村西たちは日系人コーディネーターに手配させた現地の俳優たちと撮影を開始するが、俳優は質が低く、野外ロケもトラブル続きとなる。村西が作品の目玉と意気込む「真珠湾上空を飛ぶセスナ機内でのセックスシーン」撮影がようやく終了したあとも、主演女優は「日本のポルノはレベルが低い」と捨て台詞をはいて引き上げる始末だった。
さらに村西を待っていたのは、ハワイでの無許可ポルノ撮影を問題視したFBIによる緊急逮捕だった。村西はハワイの検察から「懲役370年」の求刑を受け、裁判ののちホノルル刑務所に送られてしまう。

### シーズン1 第7話
「終わっちゃいない」（Don't Dream It's Over）
村西がハワイで服役中に、日本では近く昭和天皇が崩御するとささやかれるようになっていた。
ハワイの撮影に参加したスタッフは村西以外の全員が東京に戻り、村西の保釈金1億円を集めるべく金策に走り回っていた。
しかしポセイドン企画・池沢の圧力は続き、村西の「サファイア映像」が作るソフトは大ヒットの確約がないかぎり店頭に置けなくなっていた。ビデオ作品の売り上げを伸ばすため、黒木香は現役AV女優としてメディアに登場することを決意する。母親とは決定的に決裂してしまうが、黒木香は奔放な言動で一般メディアでも大きな注目を集め、規制委員会の圧力にもかかわらず黒木のビデオは大ヒットとなる。
ヤクザの男・古谷に相談を持ちかけていたトシに対し、古谷は村西作品の裏ビデオを作れば大きな儲けが手に入るとそそのかす。思いあまったトシは、スタッフたちには無断でデビュー作のマスターテープを渡してしまう。トシは大きな金を手にするが、古谷と行動を共にするうち、古谷が歌舞伎町で勢力をさらに拡大させ、可愛がっていたはずの舎弟を顔色ひとつ変えずに刺殺できるほど残忍な男になっていたことを知る。
トシは古谷から得た金を銀行からの借金だと偽ってスタッフたちに差し出し、黒木香のビデオの売り上げと合わせて、村西の保釈金が必要額の1億円に到達する。村西は釈放され、再び日本に戻ってくる。

### シーズン1 第8話
「性革命」（A Sexual Revolution）
村西が東京に戻ってくると、さかんにTVに登場して性の解放を訴える黒木香の姿があった。時代はさらに動き、黒木香のようなAV女優がもてはやされ、本番行為の撮影・薄いモザイク処理というかつては違法すれすれだった村西のビデオが、規制委員会からも追認されるようになっていた。
状況の変化をみたポセイドン企画・池沢は、村西を押しつぶすべく自社でも同様のアダルトビデオ製作を本格化させる。
村西らも次々に新作を製作してゆくが、トシが古谷にマスターテープを渡した作品で、モザイクを消した裏ビデオが流通していると明らかになる。村西のデビュー作に出演したのち引退して一般企業に就職していた奈緒子も、裏ビデオが発覚したことで職を追われてしまう。
スタッフは激怒し、トシは古谷に取下げを頼みにゆくが、もはや聞き入れられなかった。ストレスからトシは麻薬に手を出すようになる。朦朧とした状態で新たなマスターテープを盗み出そうとしたところを村西たちに見つかり、村西は札幌時代から行動をともにしてきたトシについに絶縁状を突きつける。
追い出されたトシは古谷のもとで裏ビデオ製造に手を染める。しかし改元をひかえた風紀粛正の名目で全国的に一斉摘発が行われるなか、トシも、そしてポセイドン企画・池沢も逮捕される。逮捕を指揮したのは、長期にわたって池沢から賄賂を受け取りつづけた刑事・武井だった。昭和天皇が崩御し元号が平成へと改まるころ、池沢は拘置所で首を吊って自殺、トシは出所したのち古谷一家の出迎えを受けて本格的にヤクザ組織へ組み込まれてゆく。
一方、黒木香とならんで注目された村西は一般メディアにも出演するようになり、つぎつぎに投入される新作もヒットしてゆく。満を持して黒木香との第2作が企画され、ベッドの上で妖艶にほほえむ黒木へ村西が自らカメラを向けて録画を開始する瞬間、シーズン1は幕を降ろす。

## あらすじ（配信ドラマ シーズン2）

### シーズン2 第1話
「宇宙からエロが降る」（Sex Will Come Raining Down）
1990年の日本。かつて違法すれすれだったアダルトビデオは年間売上500億円とも言われる産業に急成長し、黒木香（森田望智）や村西とおる（山田孝之）も一般メディアへ頻繁に出演するようになっていた。当時の日本では金融機関が中小企業へも土地を担保に大量の融資を行っており、村西の「サファイア映像」も銀行からの借入金をもとに、渋谷に本格的な編集スタジオと多数の女優・スタッフを擁するオフィスを構えていた。
村西の快進撃はつづき、衆院選で「全日本ナイス党」を名乗って立候補するが、自社作品に未成年を出演させていたことが発覚して児童福祉法違反容疑で逮捕される。巨額の資金を動かすようになっていたサファイア映像社長・川田（玉山鉄二）は、検事総長（ラサール石井）や刑事の武井（リリー・フランキー）らに賄賂をばらまき、なんとか村西を釈放させる。
しだいに川田は村西の野放図な仕事ぶりに不安を抱き始める。しかし村西は、バブル絶頂期ならではの野放図な融資をくりかえしていた都市銀行行員（吉田栄作）の紹介で、成長しはじめていた衛星放送の存在を知り、そこで自前のアダルトビデオ放送チャンネルをもつという構想にのめり込んでゆく。

### シーズン2 第2話
「もっともっともっと」（More, More, More）
村西のサファイア映像はさらに制作スピードを加速させ、事務所は何本ものアダルトビデオを並行して撮影し、大量の札束が飛び交う現場になっていた。
しかし社長の川田は、今や全国チェーンに急成長したレンタルビデオ店「メルヘン」の代表・和田篤（ピエール瀧）から、新作がマンネリ化しているという不満を耳にするようになる。川田は村西にかつての初心に返るよう諫言するが、村西は聞き入れず過激化してゆく。
村西は童貞の助監督・三田村（柄本時生）を強引に男優として出演させたさい、相手女優だった奈緒子（冨手麻妙）の顔に精液をかけてしまうアクシデントが起きたことを逆手に取り、「顔面シャワー」という新演出として売り出して大ヒットする。さらに村西は、人気アイドルグループのメンバー（桜田通）と関係を持ったという自社のAV女優・江戸川ローマ（増田有華）の話に着想を得て、人気アイドルの性癖を暴露するシリーズを売り出す。
このシリーズはアイドルグループのファンから強硬な抗議を受け、またアイドル事務所の怒りを恐れた放送局は村西のTV出演を禁止するが、それが逆に評判をよびシリーズは大ヒットとなる。
大ヒット記念パーティーの席で衛星放送への大々的な進出を宣言する村西に、社長の川田は激怒し、ついに2人は決裂する。
そのころ村西から追放された荒井トシ（満島真之介）は、歌舞伎町を支配する暴力団となった古谷伊織（國村隼）の配下に身を寄せ、幹部の荻原（笠松将）とともに恐喝行為を繰り返していた。
トシは古谷らの通う高級クラブで看板ホステスのサヤカ（西内まりや）と知り合い、また川田はデパートの美容部員だった千葉ミユキ（恒松祐里）と街で出会う。この2人は、以後のエピソードで重要な役割を果たす存在となってゆく。

### シーズン2 第3話
「ダイヤモンドの原石」（Diamond in the Rough）
川田と訣別した村西は、撮影スタッフと女優の大半を引き連れて自前のプロダクション「ダイヤモンド映像」を立ち上げる。そこには川田が街で出会った千葉ミユキも参加していた。
村西は衛星放送の実現へつきすすむが、放送許可権をもつサテライトイースト社の海野晃一（伊原剛志）は村西を前科者と侮って、まるで相手にしない。憤った村西は、すでに自前の衛星放送施設をもつ宗教団体に目をつけ、巨額のキャッシュと寄付金を手に施設を買収してしまう。
衛星放送チャンネルの開始を見越し、村西は「必ず注目を集める作品」として湾岸ベイブリッジを無許可で封鎖し、橋の上でセックスシーンを撮影するという破天荒な計画を立て始める。
そのころ全国的な知名度を得た黒木香は、一般企業の広告にも出演するようになっていた。しかし広告ディレクター（永瀬正敏）の指示に納得できず、やはり自分は村西の作品でなければ自分をさらけ出せないと思い詰める。
黒木は、村西が秘密裏にすすめてきた衛星放送チャンネルの開設をTVで暴露し、さらに第1作に出演するのは自分だと宣言する。村西はやむなくベイブリッジ構想を断念し、黒木の復帰作を撮ると発表する。
一方、古谷のもとにいたトシは、事務所で古谷と抱き合うサヤカを目撃。サヤカの母親（室井滋）が娘の身体を担保に、古谷から借金を繰り返していることを知る。

### シーズン2 第4話
「二人の夢」（Our Dream）
村西のプロダクションは粗製濫造が常態化した。事務所ではあちこちでセックスシーンが撮影され、女優や男優が疲労のあまり裸のまま眠りこけている状態だった。それを見た千葉ミユキは動揺し、村西みずからの手で丁寧な作品を撮ってほしいと思うようになる。
サテライトイースト社の海野は、衛星放送をすすめる巨額の資金を得るため高宮財閥に頼ろうとするが、財閥を継承した創業家の令嬢・悦子（宮沢りえ）が首を縦に振らないため攻めあぐねていた。
海野に相手にされない村西は、この高宮財閥を籠絡しようと攻勢をかける。かつてのセールストークの赤裸々な話しぶりで悦子の関心を惹き、強引に衛星放送の許可をもぎとってしまう。
放送第1作は絶対に成功させねばならないと高宮財閥会長から厳命された村西は、自らが出演する破天荒な演出をあらため、プロの男優を使ったより安全な内容で作品を撮ろうとする。しかしその台本を見た黒木香は村西の心が離れたと落胆して出演を拒否。千葉ミユキがついに代役で出演することになる。
そのころ、高級クラブで宴会中だった古谷たちは、歌舞伎町の勢力争いに参入していた台湾とコロンビアのマフィアから襲撃を受ける。拳銃・マシンガンと青竜刀で多くの構成員が惨殺されるなか、居あわせたトシは、助けを求める古谷を蹴り飛ばし、サヤカだけを連れて命からがら脱出する。

### シーズン2 第5話
「崩壊」（The Bubble Bursts）
襲撃を逃げ延びたトシは、やがて川田の事務所へ転がり込むが、仲間を見捨てて逃げたトシを追跡する萩原に見つかってしまう。事務所へ連行されたトシは、マフィアに銃殺されたはずの古谷が車椅子姿になって生き延びていたことを知る。古谷はトシを川田とともに撲殺しようとするが、川田の必死の弁明に加え、トシが自ら包丁で小指を切り落としてみせたことで、巨額の謝罪金と引き替えに一旦見逃すことにする。
一方、村西は初めてのAV出演となる千葉ミユキの可憐さに打たれ、自ら男優となって撮影を行う。千葉は村西から「乃木真梨子」と命名され、この作品を手に、ついに村西が設立した衛星放送チャンネルが始動する。
しかしこのころ、日本経済は坂を転げ落ちるように悪化の一途をたどっていた。そして当時の大蔵省が不動産融資の総量規制に踏み切り、日本を世界最大の経済大国へ押し上げたバブル景気は突如として終わりを告げる。
村西のプロダクションも急速にキャッシュフローが悪化し、撮影経費の支払も大量に滞るようになる。毎月の電波費用を捻出できず、立ち上げたばかりの衛星放送が中断しそうになった村西は、女優たちのギャラに手をつけ、さらに渋る女優たちを説き伏せてストリップショーを企画する。
女優たちはベテランの指導役ストリッパー（草刈民代）から厳しい舞台指導を受け、短期間の準備でステージを成功に導く。
このストリップショーの大成功で、村西はぎりぎりで衛星放送の継続に必要な不足分を手にする。しかし村西が事務所に戻ってみると、経理担当の大場ますみ（MEGUMI）がすべての現金を持ち逃げし、金庫は完全に空になっていた。

### シーズン2 第6話
「暴走」（Out of Control）
村西は血相を変えて新たな金策に走り回るが、しかしもはや高宮財閥も村西を見放していた。仇敵だったサテライトイースト社の海野も、衛星を積んだロケットの打ち上げ失敗で巨費を失い、放送事業からの撤退を決めていた。
万策尽きた村西は、古谷のもとを訪ねる。古谷は作品のマスターテープから裏ビデオを横流しさせることを条件に借金を認める。村西は自ら作品の裏ビデオをつくり、古谷からようやく衛星放送の維持費用を借り入れる。
しかしこの裏ビデオを、助監督の三田村が発見する。ただでさえ支払が何か月も滞っていたうえ裏ビデオを流出された女優とスタッフたちは怒り狂って村西に詰め寄るが、村西は逆上し、お前たちはただの商品にすぎないと罵倒する。村西を信じてついてきた女優とスタッフたちは、全員が村西のもとを去る。
空っぽになった事務所で一人座り込む村西のもとを訪ねてきたのは、黒木香だった。

### シーズン2 第7話
「奇想転落」（The Fall）
築き上げたAV帝国をすべて失い、後には巨額の借金だけが残された村西。再起をうながす言葉が村西の心に届かないことに絶望した黒木香は、生活をともにしていた小瀬田のアパートから身を投げ、意識不明の重体となる。
このころ、日本では村西の世界を大きく変える二つの動きが起きていた。一つは 暴力団対策法で、この法律が成立すれば、アダルトビデオの世界を陰に陽に支えてきた暴力団は一気に弱体化することが予想されていた。もう一つの動きはわいせつ物の取締方針変更、いわゆる「ヘア解禁」で、規制をかいくぐって想像力を刺激しようとする村西の作品にも大きな変化が訪れることになる。
この変化を商機と見たレンタルビデオ店チェーンの和田篤は、オリジナルビデオの制作に乗り出す。川田とトシはこれに参加して自前での制作を再開。監督を務めるのは村西の元を離れた小瀬田や三田村だった。
村西は古谷から借り入れた大金を衛星放送の電波料につぎこむが、新作を作れなくなった村西には、返済のめどは当然たたない。村西は川田の事務所にしのびこみ、黒木香が出演するビデオのマスターテープを持ち出そうとする。それを見つけた川田やトシからも最終的に絶縁宣言を受けてしまう。
すべての金策が尽きた村西は古谷のもとから逃亡するが、古谷たちは村西の借金の穴埋めとして川田の事務所へ押し入ってテープや撮影機材を押収、残る機材もすべて破壊してしまう。

### シーズン2 第8話
「石の意志」（The Will of a Stone）
あらゆる再起のこころみが絶たれたことに絶望したトシは、村西を誘い出して復讐しようとする。しかし村西の必死の懇願を前に考えを変え、ひとり古谷のもとを訪れ、古谷を銃で撃ち殺す。その場でトシは萩原に刺し殺されてしまう。
萩原は武井刑事の手で逮捕されるが、警視庁へ護送したところで、武井自身も収賄容疑で逮捕されてしまう。長期にわたってAV業界の周辺で収賄をつづけてきた武井の逮捕は、暴力団対策法が本格化する前触れだった。
意識不明の状態からかろうじて生還した黒木香は、リハビリを経て退院。すべてを諦め、母親のもとへ帰る決心をする。
数年前まで年商100億円と豪語していた村西は、いまや事務所に残ったわずかなビデオテープや細々した雑貨をならべる路上販売で、わずかに食いつないでいた。
ほかの女優たちとともに村西のもとを去った乃木（千葉）は、路上で零落した姿の村西に偶然出くわし、再び二人の生活が交差しはじめる。
村西を追い出した川田も、物売りの姿に身をやつした村西に出会う。川田は、トシが自らの命を犠牲にして村西を救ったと詰問するが、恥も外聞もなく生き延びようとする村西をどうしても憎むことができなかった。
数年後。
黒木香は念願のイタリア留学を実現させ、現地で美術の勉強を始めている。川田は小瀬田や三田村を監督に、AV制作を再開させた。そして乃木（千葉）は村西と暮らし始め、子供が産まれている。
村西は家族をささえるため、TVバラエティ番組のどんな下らない依頼も断らず細々と出演料を得るようになっていた。しかし渋谷で撮影中、急な予定変更で撮影中止を告げられた村西は、かつての反逆精神が頭をもたげ、ブリーフ姿で女優をともなって渋谷のクロス交差点の群衆の中へ飛び込んでゆく。衆人環視のもと無許可のゲリラ撮影を開始し、やってきた警官たちから逃げ回るさなかにもカメラを回しつづける。
ようやく警官が村西をアスファルトの路上に押さえつけると、村西はカメラに向かって「死にたくなったら下を見ろ、俺がいる！」と叫び、この一言がシリーズ全体の結びの言葉となる。

## 登場人物（配信ドラマ）

### サファイア映像/チーム村西
村西とおる
演 - 山田孝之（幼少期：阿久津慶人）
AV監督。放送禁止のパイオニア。英語教材のセールスマンをしていたが、妻の不倫が原因で離婚し二人の子供とも別れ失意の中、「ビニ本」流通・販売業「北大神田書店」を経て、アダルトビデオメーカー「サファイア映像」を立ち上げる。
『2』では新たに「ダイヤモンド映像」を立ち上げ、衛星放送事業に手を付ける。
荒井トシ
演 - 満島真之介
村西の相棒的存在。セールスマンだった村西をアダルトの世界に誘う。村西のことを「おっさん」と呼ぶ。
『2』では後述の古谷の下で働く。モデルは山田光俊。
川田研二
演 - 玉山鉄二 
元出版社社長。村西とはビニ本時代に出会い、その営業力から手を組む。サファイア映像以降はプロデューサー的立ち位置となる。
『2』ではダイヤモンド映像の代表となるが村西についていけず離脱。モデルはクリスタル映像時代を支えた西村忠治やダイヤモンド映像で制作にかかわった本橋信宏。
三田村康介
演 - 柄本時生
黒澤映画に憧れ、なぜかアダルトビデオ制作にかかわる。おもに音声を担当。モデルは日比野正明など複数人のAV監督。
小瀬田順子
演 - 伊藤沙莉
メイク担当。女優の気持ちを汲む紅一点の存在。
ラグビー後藤
演 - 後藤剛範
カメラマン担当。ラグビー出身で男優もこなす。モデルは監督兼男優であったターザン八木。

### その他主要人物
佐原恵美（黒木香）
演 - 森田望智
厳格な家で育った女子大生。留学費を稼ぐためにAV女優を志し、のちに「黒木香」の芸名でデビュー。
村西に多大な影響を与える。
奈緒子
演 - 冨手麻妙
村西のデビュー作に出演するAV女優。引退後は一般業に就職する。フルネームは山本奈緒子。
モデルはクリスタル映像作品に出演した複数人の女優。一般業に就職後にスタッフと再会、裏ビデオ流出などは卑弥呼のエピソードである。
中井寛司
演 - 吉田鋼太郎
村西とおるがセールスに訪れるヤクザ。
小野貞己
演 - 板尾創路
村西とおるのセールスマン時代の先輩。
佐原加代
演 - 小雪
恵美の母。娘への厳格な教育を施す。
武井道郎
演 - リリー・フランキー
不気味な存在の警視庁警部。『2』では退職後の天下りを踏まえてアダルト産業に目を光らす。
和田篤
演 - ピエール瀧
ビデオショップ「メルヘン」の社長。『2』では巨大なレンタルチェーンとなっており、独自ブランドでの作品製作も計画する。
池沢栄吾
演 - 石橋凌
AV業界最大手、ポセイドン企画の社長。
宇宙企画・山崎紀雄、自主規制団体を立ち上げた西村忠治など複数の人物をモデルにした架空の人物。
古谷伊織
演 - 國村隼
歌舞伎町のヤクザ。

### シーズン1のおもなゲスト
- 渋川清彦（S1 1）村西幸子の不倫相手
- 階戸瑠李（S1 1）村西とおるの元妻、村西幸子
- 桂雀々（S1 1）村西のセールスマン時代の上司
- 余貴美子（S1 1、3）村西の母、村西こずえ
- 赤間麻里子（S1 1）中井寛司の妻
- 明里ともか（S1 1）ラブホのカップル
- 小倉由菜（S1 1、8）
- 宇野祥平（S1 1）村西の父、幸之助
- 近藤芳正（S1 2）ビニ本ブローカー、チュウさん
- 池内万作（S1 2-3）ビニ本屋店長、北森
- 玄理（S1 2-5、8）池沢の秘書、新庄楓
- 土平ドンペイ（S1 2-3）北海道警察、森刑事
- サトウトモユキ（S1 2-3）北海道警察 刑事
- 矢部太郎（カラテカ）（S1 2-3）ビニ本カメラマン、井上
- 渡辺優美（S1 2）
- 柳杏奈（S1 2）
- 星空もあ（S1 2）
- 水原乃亜（S1 2）
- 南まゆ（S1 2）
- 新垣智江（S1 2）
- 二ノ宮隆太郎（S1 2-7）古谷伊織の子分、藤原
- 麿赤兒（S1 3）撮影スタッフ
- 内田慈（S1 3）村西の女、典子
- 大谷麻衣（S1 3）小料理屋の未亡人、陽子
- アフロ後藤（S1 3）マネージャー
- 川上奈々美（S1 3-4）南みく[22][32]
- 相沢みなみ（S1 3-4）
- 唯井まひろ（S1 3）
- 真白希実（S1 3）
- ジャッキーちゃん（S1 3）モノマネ芸人
- 西岡徳馬（S1 4-5）佐原恵美の父
- 真魚（S1 4）みくの友人
- 徳井優（S1 5）雑貨屋の店主
- 神戸浩（S1 5）雑貨屋の店主
- 真柴幸平（S1 5、8）古谷伊織の子分
- 米本学仁（S1 6）ハワイのコーディネーター、ジミー
- みおり舞（S1 7）
- 山岸逢花（S1 7）
- 牧野れいな（S1 7）
- 信太昌之（S1 8）警視総監
- 大西武志（S1 8）副総監
- 飯田基祐（S1 8）警視監
- 武田幸三（S1 8）古谷伊織の子分
- あけみみう（S1 8）
- あずみひな（S1 8）

### シーズン2からの登場人物
千葉ミユキ（乃木真梨子）
演 - 恒松祐里
AV女優。かつては美容部員だったが、街で川田から黒木の作品を手渡されたことをきっかけに、AVの世界に飛び込んだ。黒木を意識している。
実在の人物であるが、黒木とは現役期間が重なっておらず時系列は異なる。
江戸川ローマ
演 - 増田有華
AV女優。サファイア映像時代から引き続き、ダイヤモンド映像専属女優として活動する。
芸名は田中露央沙のオマージュだが、逸話はダイヤモンド映像専属女優の複合体。
小向武
演 - 渡辺大知
愛称は「コム」。村西の街頭演説を聞いて感激し、ダイヤモンド映像に入社する。
大場ますみ
演 - MEGUMI
ダイヤモンド映像の経理担当。淡々と仕事をこなす。
海野晃一
演 - 伊原剛志
様々な事業に参入するサテライトイーストの社長。衛星放送事業を広げる中で、放送権を欲しがる村西と敵対する。
スーパードライのCMなどは落合信彦のエピソードであるが、衛星事業などは複数人のエピソードを混ぜた架空の人物。
本田明
演 - 吉田栄作
赤坂銀行融資課勤務。AVをテレビで流したいと言う村西に、衛星放送を扱う海野を紹介する。
サヤカ
演 - 西内まりや
古谷たちが行きつけの高級クラブで働くホステス。古谷のお気に入りである。
茂子
演 - 室井滋
サヤカの母親。娘から金を無心し、さらに娘を担保に古谷から金を借りるほどの毒親。
荻原
演 - 笠松将
古谷伊織率いる古谷興業の構成員。
咲良夢梨亜
演 - 佐藤あいり
ダイヤモンド映像の新人女優。
桜樹ルイをイメージしている。
葉山麗子
演 - 葵つかさ
ダイヤモンド映像の新人女優。
風間ナギ
演 - 八木奈々
ダイヤモンド映像の新人女優。
早川沙樹
演 - 瀬口美乃
ダイヤモンド映像の新人女優。
秋山実加子
演 - 中山まりあ
ダイヤモンド映像の新人女優。
北村まいこ
演 - 大塚かなえ
ダイヤモンド映像の新人女優。
高木
演 - 駒木根隆介
新生村西軍団の音声
沢裕二
演 - 木村文哉
新生村西軍団の助監督
安住みどり
演 - うらじぬの
新生村西軍団のヘアメイク

### シーズン2のおもなゲスト
- 水川あさみ（S2 1）テレビレポーター[37]
- ラサール石井（S2 1）検事総長
- 片山萌美（S2 1-4）サテライトイースト秘書
- 武田幸三（S2 1）古谷興業の構成員
- ジェントル（S2 1）警視庁 刑事
- 山田奈保（S2 1）
- 小倉由菜（S2 1-2、6、8）
- 海空花（S2 1-2、7）
- 竹内有紀（S2 1-2）
- 永井すみれ（S2 1-2、6-7）
- ふわり結愛（S2 1、7）
- 加美杏奈（S2 1、3）
- 山本宗介（S2 1）
- 折笠慎也（S2 1）
- しみけん（S2 1-2）AV男優
- ミートボール吉野（S2 1）
- イセドン内村（S2 1）
- 鶴見辰吾（S2 1）
- 田中要次（S2 1）
- 蛍雪次朗（S2 1）
- 尾上寛之（S2 1、5-6）
- 小宮孝泰（S2 1、4）
- 木下ほうか（S2 1）
- 倉木しおり（S2 1）
- 藤井林檎（S2 1-2）
- ジューン・ラブジョイ（S2 1-2）
- 水城奈緒（S2 1）
- 瀬乃ひなた（S2 1-2）
- 小鳥遊ももえ（S2 1-2、8）
- 吉良りん（S2 1-2）
- 河奈亜依（S2 1-2、6、8）
- 星空もあ（S2 1-2）
- なつめ愛莉（S2 1-2）
- 目黒めぐみ（S2 1-2）
- ひなちゆん（S2 1-2）
- 栗山絵麻（S2 1-2）
- 双葉ひより（S2 1-2）
- みょーちゃん（S2 1）
- 桜田通（S2 2）レイニードッグ所属のアイドル、ケンちゃん[37]
- 堀部圭亮（S2 2、5）
- 中村祐志（S2 2）『オールナイトフジ』司会のヒロミ
- 松宮なつ（S2 2）『オールナイトフジ』司会の松本伊代
- あさいあみ（S2 2-3）
- 十枝梨菜（S2 2）
- 溝口奈菜（S2 1-2）麻琴[38]
- 和田瞳（S2 2）
- 早川渚沙（S2 2）
- 水道橋博士（S2 3）飯田橋タクシーのドライバー[37]
- 宮沢りえ（S2 3-6）高宮財閥の令嬢、高宮悦子
- 石橋蓮司（S2 3-6）高宮財閥の会長、渡部栄一
- 吹越満（S2 3、5）宗教法人パポル・白石
- 下元史朗（S2 3）宗教法人パポルの教祖・畑山慎一
- 古畑星夏（S2 3-4）
- 小池樹里杏（S2 3-4）
- 国本鐘建（S2 3）
- 永瀬正敏（S2 3）広告ディレクター
- 竹内都子（S2 3-4）記者
- 未莉（S2 3）
- 永瀬花帆（S2 3）
- 樹智子（S2 3）
- 爽香（S2 3）
- ガダルカナル・タカ（S2 4）銃殺される組員
- 近藤芳正（S2 4）
- 友近（S2 4）川田を責めるSM嬢
- 卯水咲流（S2 5）
- 山中秀樹（S2 5）アナウンサー
- 最上ゆら（S2 5）
- 草刈民代（S2 5）
- 渋谷謙人（S2 5）
- みひろ（S2 5）SM嬢
- カンニング竹山（S2 6）競馬の予想屋[37]
- 今野浩喜（S2 6）盗難車のドライバー
- 安倍乙（S2 6）盗難車の同乗者
- 鷲尾めい（S2 6）
- 新垣智恵（S2 6、8）
- 般若（S2 6）
- 坂田聡（S2 6）刑事
- 春菜はな（S2 6-7）
- 真田美樹（S2 6）
- 山下容莉枝（S2 7）
- 吉高寧々（S2 7-8）飯山愛[注 1][39]
- 瀬戸すみれ（S2 7-8）
- 舞原聖（S2 7-8）
- 望月あやか（S2 7）
- 黒川さりな（S2 7）
- 美雪千夏（S2 7）
- 晶エリー（S2 7）
- 明望萌衣（S2 7）
- 近藤善揮（S2 8）
- 詩月まどか（S2 8）
- 村上虹郎（S2 8）新人ディレクター
- ゆりやんレトリィバァ（S2 8）警官
- 木村祐一（S2 8）警官
- 小杉竜一（S2 8）通行人
- バッファロー吾郎A（S2 8）村西にマイカーを踏みつけられた男
- 尾碕真花（S2 8）新人AV女優・有木瞳[注 2]
- 柏原収史（S2 8）小沢
- スピードワゴン（S2 8）バラエティ番組司会者
- 与座よしあき（S2 8）
- 並木塔子（S2 8）
- 真田みづ稀（S2 8）
- アマレス兄弟（S2 8）レスリング作品出演者

## スタッフ

### シーズン1
- 総監督：武正晴[40]
- 監督：武正晴（1話、3話、5話）、河合勇人（6話 - 8話）、内田英治（2話、4話）
- 原作：本橋信宏『全裸監督 村西とおる伝』（太田出版）
- 脚本：山田能龍、内田英治、仁志光佑、山田佳奈（1話、2話）
- プロデューサー：橘康仁、阿久根裕行
- 美術監督：中西梨花
- 音楽：岩崎太整
- 撮影：山本英夫
- 美術：清水剛
- 照明：小野晃
- 録音：竹内久史
- 装飾：竹原丈二、星田和昭
- 衣装デザイナー：小川久美子
- 編集：細野優理子
- 監督補：後藤孝太郎
- VFXスーパーバイザー：村上優悦
- 音響効果：大河原将
- 整音：石坂紘行
- スクリプター：菅谷雪乃
- キャスティング：木暮こずえ
- ラインプロデューサー：ワダシンスケ
- 衣装統括：細谷恵子
- 衣装：谷村未来
- ヘアメイク：宮内三千代、中山有紀
- アシスタントプロデューサー：石川翔一
- 脚本協力：山田佳奈
- 脚本アシスタント：関口海音、李奈媛
- VFXディレクター：小林敬裕
- VFXディレクター：島﨑章
- CGディレクター：笹倉秀信
- VFXシニアスーパーバイザー：鹿角剛
- タイトルバック：中島賢二

### シーズン2
- エグゼクティブプロデューサー：坂本和隆
- プロデューサー：山本晃久
- 音楽：岩崎太整
- 総監督：武正晴
- 監督：武正晴、後藤孝太郎
- 原作：本橋信宏『全裸監督 村西とおる伝』（太田出版、新潮文庫）
- 脚本：山田能龍、小寺和久
- 脚本協力：大江崇允、岨手由貴子、川﨑いづみ
- 美術：都築雄二、大西英文
- 音楽：岩崎太整
- 撮影：江原祥二
- 照明：杉本崇
- 録音：西正義
- 装飾：山田好男、松田光畝
- 衣装デザイナー：小川久美子
- 編集：堀善介
- キャスティング：木暮こずえ
- VFXスーパーバイザー：小坂一順
- タイトルバック：中島賢二
- メインテーマ：「My Wish」作詞作曲:岩崎太整
- 制作プロダクション：C&Iエンタテインメント

## 配信日程
シーズン1
| 配信回 | 配信日       | サブタイトル       | 配信時間 | 脚本                                | 監督     |
| ------ | ------------ | ------------------ | -------- | ----------------------------------- | -------- |
| #1     | 2019年8月8日 | 裏の世界           | 47分     | 山田能龍 内田英治 仁志光佑 山田佳奈 | 武正晴   |
| #2     | 2019年8月8日 | 無修正             | 54分     | 山田能龍 内田英治 仁志光佑 山田佳奈 | 内田英治 |
| #3     | 2019年8月8日 | ひっくり返すんだよ | 52分     | 山田能龍 内田英治 仁志光佑          | 武正晴   |
| #4     | 2019年8月8日 | 本物               | 49分     | 山田能龍 内田英治 仁志光佑          | 内田英治 |
| #5     | 2019年8月8日 | 開花               | 50分     | 山田能龍 内田英治 仁志光佑          | 武正晴   |
| #6     | 2019年8月8日 | 誇大妄想           | 39分     | 山田能龍 内田英治 仁志光佑          | 河合勇人 |
| #7     | 2019年8月8日 | 終わっちゃいない   | 41分     | 山田能龍 内田英治 仁志光佑          | 河合勇人 |
| #8     | 2019年8月8日 | 性革命             | 52分     | 山田能龍 内田英治 仁志光佑          | 河合勇人 |
シーズン2
| 配信回 | 配信日        | サブタイトル       | 配信時間 | 脚本              | 監督       |
| ------ | ------------- | ------------------ | -------- | ----------------- | ---------- |
| #1     | 2021年6月24日 | 宇宙からエロが降る | 45分     | 山田能龍 小寺和久 | 武正晴     |
| #2     | 2021年6月24日 | もっともっともっと | 56分     | 山田能龍 小寺和久 | 後藤孝太郎 |
| #3     | 2021年6月24日 | ダイヤモンドの原石 | 50分     | 山田能龍 小寺和久 | 後藤孝太郎 |
| #4     | 2021年6月24日 | 二人の夢           | 46分     | 山田能龍 小寺和久 | 武正晴     |
| #5     | 2021年6月24日 | 崩壊               | 55分     | 山田能龍 小寺和久 | 後藤孝太郎 |
| #6     | 2021年6月24日 | 暴走               | 52分     | 山田能龍 小寺和久 | 後藤孝太郎 |
| #7     | 2021年6月24日 | 奇想転落           | 47分     | 山田能龍 小寺和久 | 武正晴     |
| #8     | 2021年6月24日 | 石の意志           | 57分     | 山田能龍 小寺和久 | 武正晴     |

## 評価
2019年8月8日にドラマ版が世界同時配信されると、ネット上の口コミで評判が広まり、多くの著名人もSNSで絶賛のコメントを残している。ハフポストにおいてライターの松谷創一郎は本作を「傑作」と評価し、「黎明期のAV業界の状況をしっかりと描いている」としている。
一方で批判意見も存在する。経済ジャーナリストで元衆議院議員の井戸まさえは『現代ビジネス』にて作中で描かれる村西は実際の村西と乖離があり、ヒーローとして美化されている点を指摘している。また井戸は、製作において当時AV女優だった黒木香本人へのコンタクトもなく、作中に実名で登場させていることに関して、AV業界で問題となっている忘れられる権利への配慮の不足を指摘した。
シーズン1は、日本国外でも総じて好意的な評価で迎えられた。米国の映画評論サイトであるRotten Tomatoesによれば、日本時間2020年8月25日時点で、一般視聴者からの100件の評論のうち、支持率は96%となっている。また、米国のニュースサイト「デイリービースト」は、1980年代日本の風俗業界をえがくコメディと犯罪映画の要素が入り交じっており「見続けずにいられない作品」と評した。一方で、とくにシーズン1の第4話で、村西の作品に要求に応じた女優が破滅するエピソードは、「人間の本性をとらえるリアルな表現」と評価しつつも、女性を踏みつけにする日本のポルノ業界の暗部と、1980年代日本の「性革命」の限界をよく示している、と断じた。
シーズン2では絶頂を極めた村西の転落劇を描く。社会学者でAV女優の経歴もある鈴木涼美は女性の離反と反逆が見どころの一つと記述している。

## パロディ
- ジャングルポケットの斉藤慎二が『有吉の壁』で全裸監督の山田孝之扮する村西とおるのキャラを披露した。口調をまねるだけでなく、白ブリーフを履いてビデオカメラを背負った姿も取り入れて、その他のバラエティ番組にも出演している。
- 草彅剛が『絶対に笑ってはいけない青春ハイスクール24時!』で全裸監督の村西のキャラで登場、カメラと白ブリーフ姿で登場した。その後『絶対に笑ってはいけない大貧民GoToラスベガス24時!』でも同様のキャラで登場、さらには村西本人と斉藤とも共演した。

## 漫画
原作のコミカライズが『月刊コミックバンチ』（新潮社）にて、2021年6月号より2023年3月号まで連載。全20話。須本壮一が漫画を担当している。
- 本橋信宏（原作）、須本壮一（漫画） 『全裸監督 村西とおる伝』 新潮社〈BUNCH COMICS〉、全3巻
  1. 2021年10月8日発売[50]、ISBN 978-4-10-772432-8
  2. 2022年6月9日発売[51]、ISBN 978-4-10-772504-2
  3. 2023年3月9日発売[52]、ISBN 978-4-10-772577-6